# Cis fasciculosus
Cis fasciculosus is een keversoort uit de familie houtzwamkevers (Ciidae). De wetenschappelijke naam van de soort werd in 1922 gepubliceerd door George Charles Champion.